# Албанска телеграфна агенция
Албанска телеграфна агенция (на албански: Agjencia Telegrafike Shqiptare, ATSH) е официална мултимедийна информационна агенция на албанското правителство. Съдържанието й се публикува в някои от основните информационни агенции по света, с които има договорни споразумения, като: Агенция Франс Прес, DPA, АНСА, Синхуа, Анадолската агенция и др. Агенцията е член на Европейския алианс на информационните агенции (EANA), Алианса на средиземноморските информационни агенции (AMAN) и Асоциацията на балканските информационни агенции (ABNA).

## История
Първата пресслужба в Албания е открита през 1920 г. в Министерството на вътрешните работи, а през 1927 г. се премества в Министерството на външните работи. Документи от този период, открити в Генералната дирекция на архивите, показват, че сведения за дейността на ATSH (като информационна агенция) е запазена от Министерството на вътрешните работи. На 18 януари 1943 г. вестник „Томори“, съставяйки биографията на министъра на народната култура, пише, че Михал Шерко създава ATSH през 1927 г. в рамките на Пресслужбата към Министерството на външните работи.
През 1929 г. службата преминава под покровителството на министър-председателя и до 1939 г. е взаимозаменяема структура на Министерството на вътрешните работи и Министерството на външните работи, с постоянен ръководител Михал Шерко. След италианската окупация на 7 април 1939 г. службата е разформирована и прехвърлена към Главна дирекция на печата, пропагандата и туризма, с която остава до 1941 г.
С правителствен указ от 3 декември 1941 г. се създава Министерство на народната култура, което поема всички задължения на Главна дирекция на печата, пропагандата и туризма, която престава да съществува.

### Комунистически период
През този период агенцията става официалната централна информационна институция на Народна социалистическа република Албания, изразител на Албанската партия на труда (PPSH) и социалистическата държава. Създадена е веднага след освобождението на страната през Втората световна война, за да събира, обработва и разпространява информация за идеологическата, икономическата, културната и социалната дейност, протичаща в Албания, както и за политическите и социални събития по света. Агенцията се превръща в основен източник на информация за партийната пропаганда, за албанската преса, радио и телевизия и като център за обработка на прес материали от чуждестранни агенции. Под ръководството на Танас Нано, дейността на ATSH се основава единствено на марксистко-ленинските принципи на работническата партия и учението на другаря Енвер Ходжа за популярната журналистика. Той предава на трудещите се политиката на партията, представяйки нейните постижения във всички области на социалистическото строителство в Албания и отбраната на родината. Агенцията издава ежедневни и периодични бюлетини с новини от страната и чужбина. Разполага с кореспонденти във всички области и неговата фотографска служба популяризират различни дейности, които се провеждат в цялата страна.

### В епохата на интернет
През 1993 г. програмата за развитие на ООН (ПРООН) създава система за вътрешна връзка на агенцията с PTT линии. През 1995 г. е направен първият обмен на информация чрез имейл от агенцията, като изпращането на информация става чрез агенция ТЕЛ–ПРЕС. В същото време използването на хартия е постепенно премахнато. Уебсайтът на агенцията е създаден през 1995 г. и преработен през 1998 г. Той публикува новини на три езика: албански, френски и английски език. Първоначално уебсайтът има само с аудио съдържание, но след 1998 г. са въведени други елементи като видео и снимки, като по този начин форматирани на базата на обогатяване на новите медийни жанрове. Новата технология, внедрена в тази институция, допринася за това как да се третира информацията, която се основава на свободата на писане и премахването на цензурата, позволявайки увеличаване на информацията и материалите, които се предоставят от агенцията. Редакциите отразяват новини и ежедневни събития, вариращи от политика, икономика, културен живот, спорт и др.

### Преобразувания
- Пресслужба на МВнР и МВР (1927 –1939)
- Главна дирекция на печата, пропагандата и туризма (1939 – 1941)
- Клон на Министерството на народната култура (1941 – 1944)
- Телеграфна агенция (1945 – настояще)